# 天神 (上田市)
天神（てんじん）は、長野県上田市の町丁。現行行政地名は天神一丁目から四丁目。住居表示実施地域。郵便番号は386-0025。上田駅の所在地で、同市の商業の中心地となっている。

## 地理
上田市の上田地区に属する。昭和46年（1971年）の住居表示事業により、大字上田、大字常磐城、大字常入、大字秋和、大字小牧、大字御所のの各一部から成立。北は二の丸、大手、中央、東は常田、南は千曲川を挟んで常入、御所、西は常磐城に隣接する。地区の北部をしなの鉄道線が走り、上田駅から上田電鉄別所線、駅前から県道長野上田線が南へ伸びる。
2005年に閉鎖された日本たばこ産業上田工場は地区の西部に位置し、跡地には2014年に複合文化施設サントミューゼが開館した。

## 小・中学校の学区
市立小・中学校に通う場合、学区は以下の通りとなる。
| 番地 | 小学校             | 中学校             |
| ---- | ------------------ | ------------------ |
| 全域 | 上田市立清明小学校 | 上田市立第二中学校 |

## 施設
- 北陸新幹線・しなの鉄道線・上田電鉄別所線 上田駅

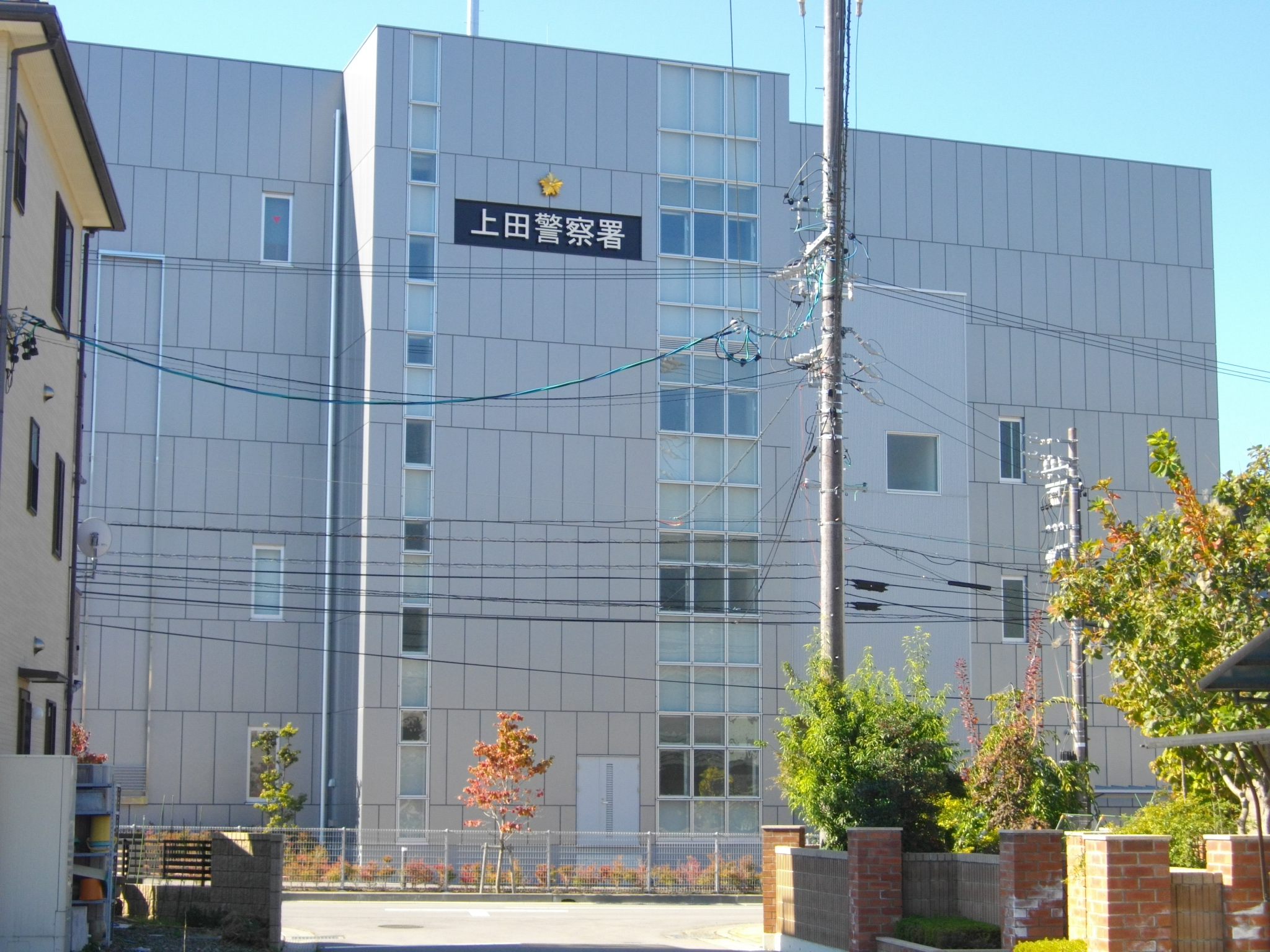
上田警察署
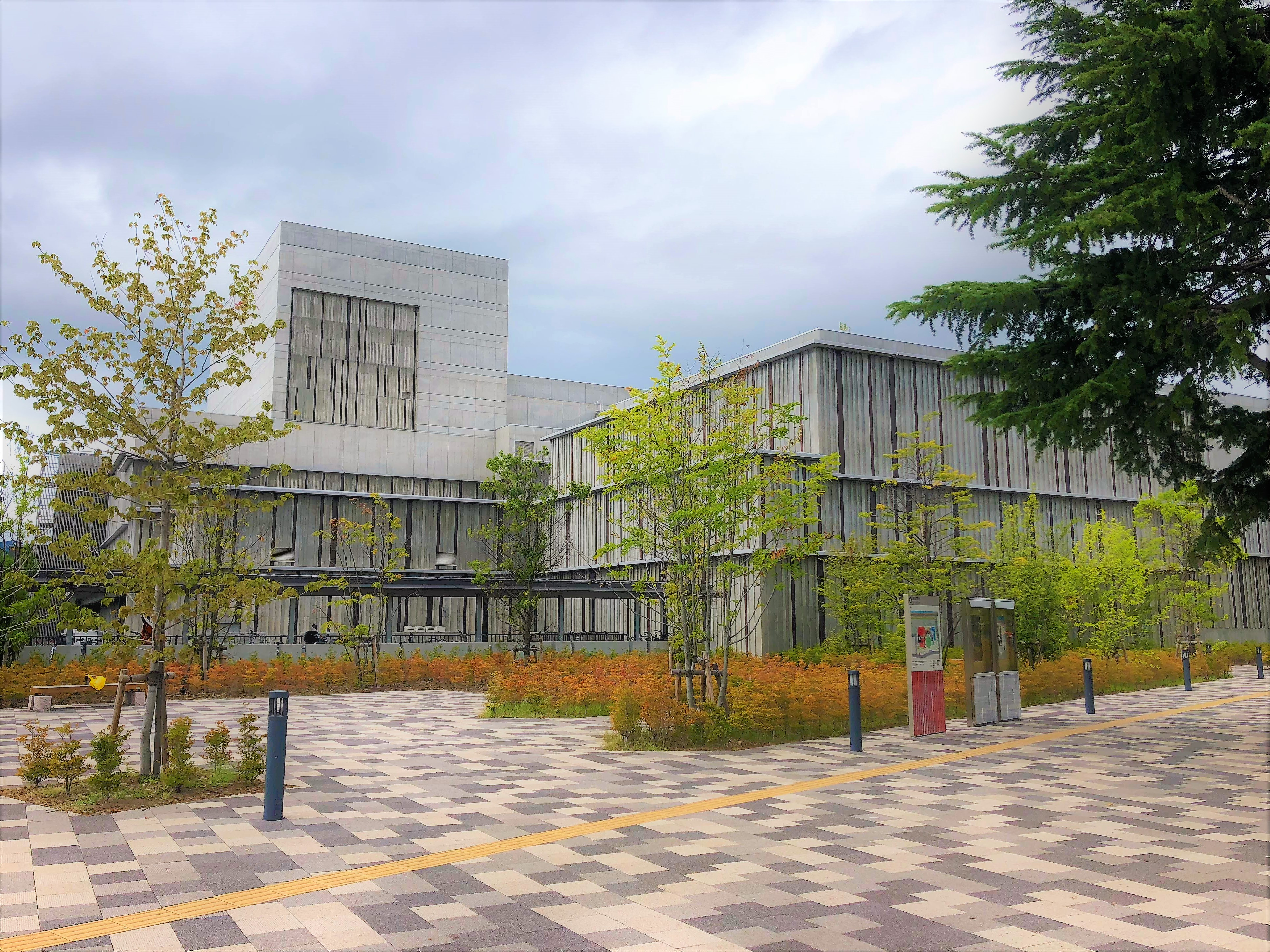
サントミューゼ
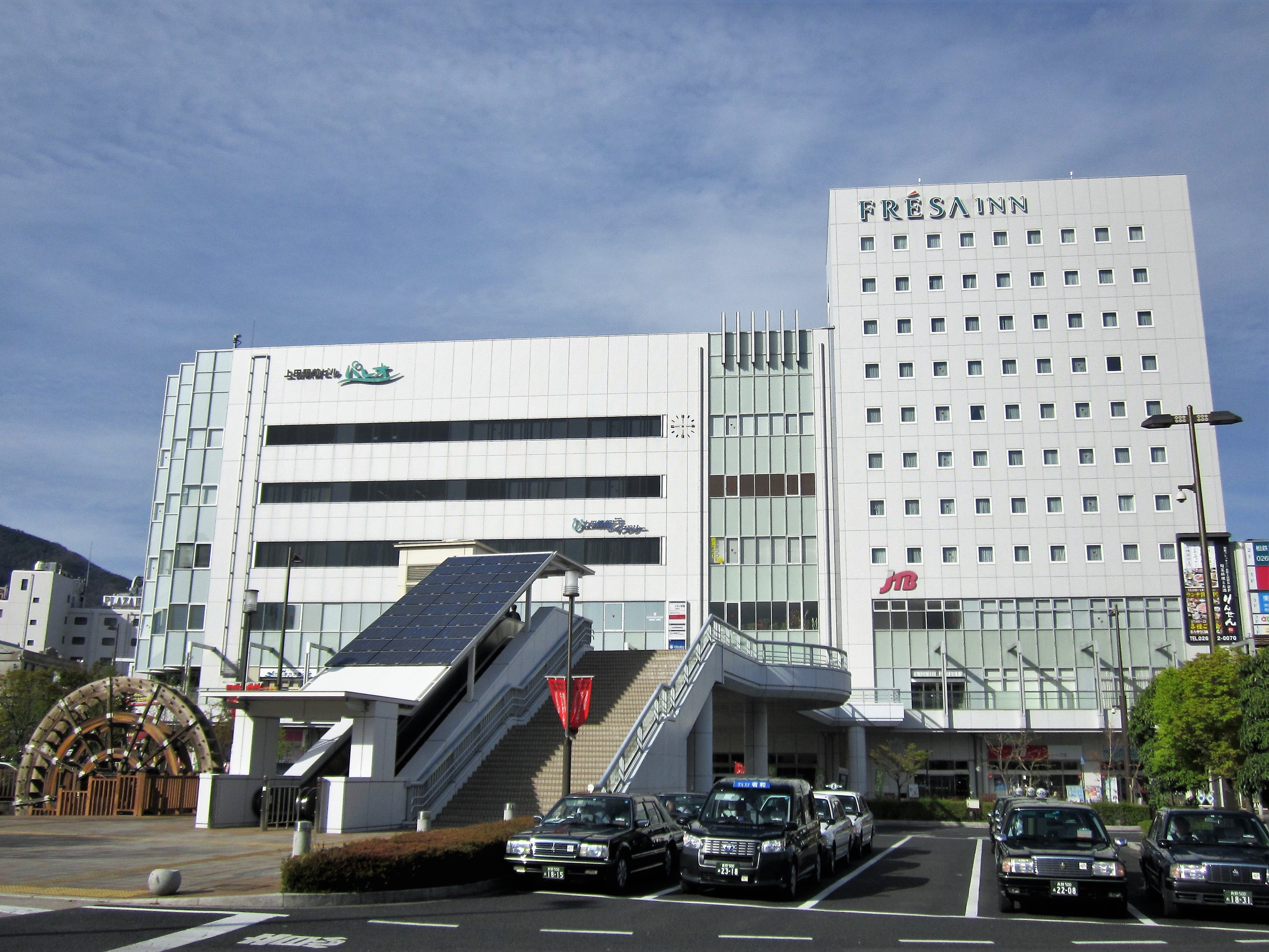
パレオ
  - 上田市立美術館
  - 上田市交流文化芸術センター
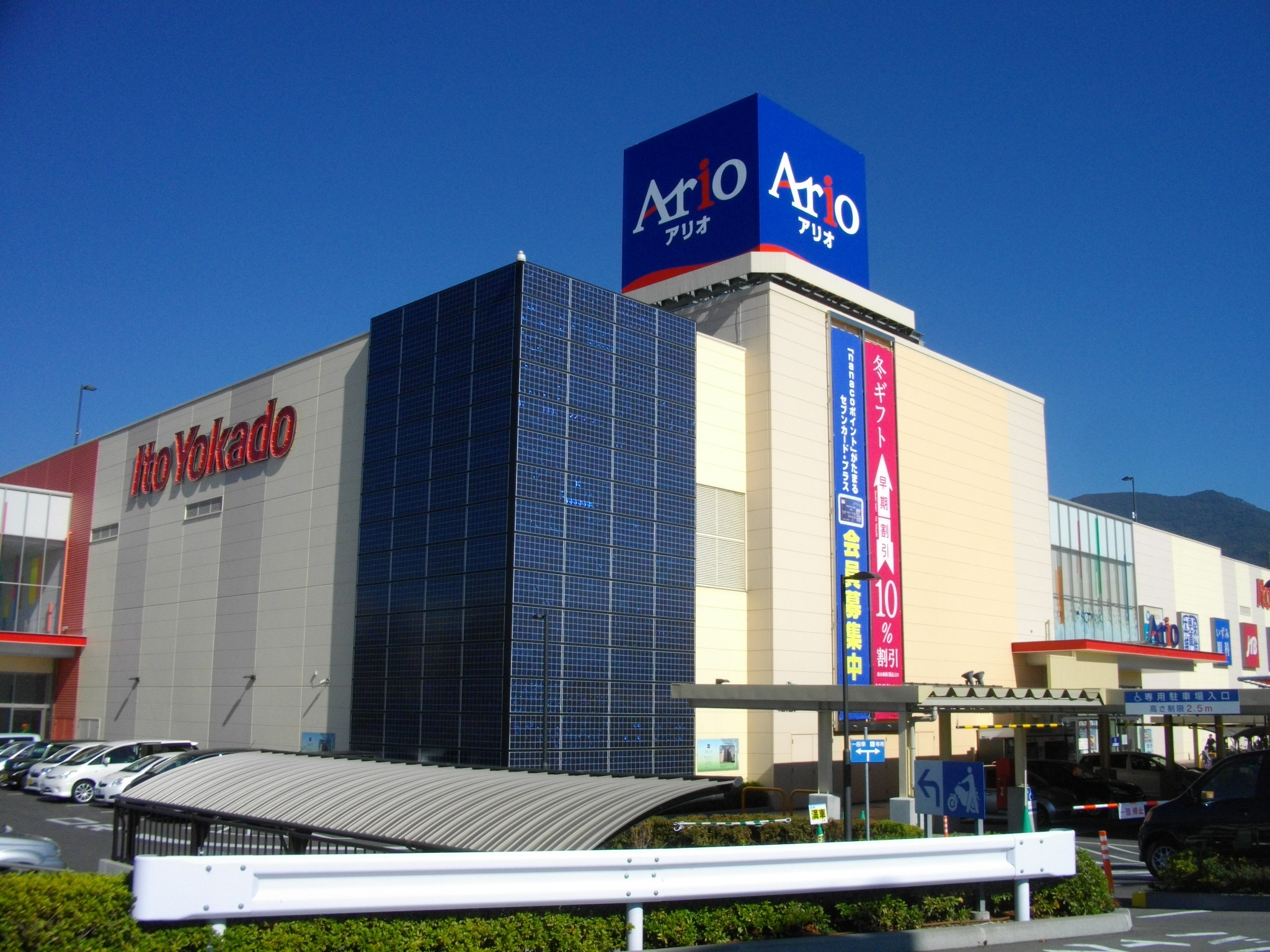
パレオ
  - 上田情報ライブラリー
- 上田クリーンセンター
- 上田労働総合庁舎
- 上田駅前郵便局
- 上田天満宮
- アリオ上田

- 上田警察署
- サントミューゼ
- パレオ
- アリオ上田